# Myrcia amanana
Myrcia amanana là một loài thực vật có hoa trong Họ Đào kim nương. 